# Sirnoboyo (Giriwoyo)
Sirnoboyo is een bestuurslaag in het regentschap Wonogiri van de provincie Midden-Java, Indonesië. Sirnoboyo telt 2281 inwoners (volkstelling 2010).